# Víctor G. Ricardo
Víctor Guillermo Ricardo Piñeros (1951) es un político y diplomático colombiano. 
Fue Secretario General de la Presidencia durante el gobierno de Belisario Betancur, Alto Comisionado para la Paz durante el gobierno de Andrés Pastrana y Embajador de Colombia en Naciones Unidas, Argentina, Sudáfrica y el Reino Unido, entre otros. 
También fue Parlamentario y ocupó diversos cargos en la administración de Bogotá, del Departamento de Cundinamarca y del Gobierno Nacional, Así mismo fue profesor de la Universidad Javeriana, en la facultad de Ciencias políticas y asesor empresarial.

## Biografía
Nació en Bogotá en 1951, hijo de los políticos Víctor Guillermo Ricardo (Ministro de Trabajo y Ministro de Minas y Energía) y Cecilia Piñeros Corpas (secretaria del presidente Mariano Ospina Pérez y congresista).

### Secretario de la Presidencia
Víctor G. Ricardo ejerció como Secretario General del Palacio de Nariño entre 1984 y 1986, durante el gobierno de Belisario Betancur. Durante ese tiempo fue testigo de los hechos de la Toma del Palacio de Justicia por parte de la guerrilla del Movimiento 19 de abril (M-19) y la retoma del Palacio de Justicia por la Fuerza Pública entre el 6 y 7 de noviembre de 1985.

### Comisionado de Paz
Durante del gobierno de Andrés Pastrana, Ricardo fue nombrado el 7 de agosto de 1998 como Alto Comisionado para la Paz, y fue pieza importante en el inicio de los diálogos de paz entre el gobierno Pastrana y las FARC-EP (1998-2002). Ricardo logró reunirse con los máximos comandantes de las FARC-EP en varias ocasiones y entabló un diálogo directo. Fue criticado junto al presidente Pastrana por sectores de las Fuerzas Militares de Colombia como el General Harold Bedoya, por considerar que se estaban dando concesiones a la guerrillas de las FARC-EP que habían logrado fortalecerse militarmente entre el gobierno de Ernesto Samper.
Como Alto Comisionado para la Paz, también lideró los diálogos de paz entre el gobierno Pastrana y el ELN y se reunió con miembros del Comando Central (Coce) de esa guerrilla personalmente como Antonio García en las negociaciones de Maguncia, Alemania. En dichas negociaciones hubo avances en las conversaciones con la sociedad civil, y cuando García se reunió con el comisionado de Paz Ricardo, resultó un fracaso, porque el ELN manípulo la reunión.  Ricardo también se reunió con el Comandante Santos del ELN en las montañas de San Francisco (Antioquia) y allí se acordó una serie de reuniones posteriores en las que se avanzó en la realización de una Asamblea donde participaran gremios, dirigentes y gobierno con ellos.  
Ricardo recibió amenazas por parte de Carlos Castaño Gil, jefe de las Autodefensas Unidas de Colombia (AUC), quien lo acusó de haberle "entregado el país a las guerrillas". Debido a las amenazas, Ricardo renunció el 27 de abril de 2000 y fue reemplazado por el abogado conservador Camilo Gómez.

### Carrera diplomática
Después de su desempeño como Comisionado de Paz, Víctor G. Ricardo se ha desempeñado como embajador de Colombia en el Reino Unido y posteriormente como embajador de Colombia en Sudáfrica, cargo que ejerció hasta diciembre de 2006. Previamente también había ocupado el cargo de embajador de Colombia en Argentina  y Embajador no residente en las Naciones Unidas